# Gmina Sulechów
Die Gmina Sulechów [su'lɛxuf] ist eine Stadt- und Landgemeinde im Powiat Zielonogórski der Woiwodschaft Lebus in Polen. Ihr Sitz ist die Stadt Sulechów  (Züllichau) mit etwa 17.000 Einwohnern.

## Geographie
Die Stadt liegt im Südosten der Woiwodschaft Lebus. Sie grenzt im Süden an die Oder und Hauptstadt der Woiwodschaft Zielona Góra (Grünberg in Schlesien). Nur ein kleiner Teil der Gemeinde liegt links der Oder.
Im Hauptort kreuzen sich die beiden Landesstraßen DK3 (S3) und DK32.

## Gliederung
Zur Stadt- und Landgemeinde Sulechów gehören die Stadt selbst und 20 Dörfer mit Schulzenämtern (deutsche Namen amtlich bis 1945):
| - Sulechów (Züllichau) - Brody (Groß Blumberg) - Brzezie k / Sulechowa (Breisach) - Buków (Buckow) - Cigacice (Tschicherzig, 1937–1945 Odereck) - Głogusz (Glogsen) - Górki Małe (Unterweinberge) - Górzykowo (Ober Guhren) - Kalsk (Kalzig) - Karczyn (Harthe) - Kije (Kay) | - Klępsk (Klemzig) - Krężoły (Krummendorf) - Kruszyna (Krauschow) - Leśna Góra (Waldhäuser) - Łęgowo (Lang Heinersdorf) - Mozów (Mosau) - Nowy Świat (Neue Welt) - Obłotne (Oblath) - Okunin (Langmeil) - Pomorsko (Pommerzig) |

Weitere Siedlungen und Ortsteile sind: Boryń (Rosinenberg), Brzezie (Schöneiche), Brzezie k / Pomorska (Briese), Głoguszyn (Glogsen Vorwerk), Glinianki (Kärgers-Ziegelei), Gradowo (Julienhof), Kwiatkówko (Feldrusse), Laskowo (Suppmühle), Łochowo (Lochow), Nowy Klępsk (Neu Klemzig), Przygubiel (Klippendorf), Radlin (Riegel), Szabliska (Kleinmühl Vorwerk) und Zagórzyn (Sorge).

## Partnergemeinden
- Neuruppin, Deutschland
- Fürstenwalde/Spree, Deutschland
- Rushmoor Borough Council, Großbritannien

## Persönlichkeiten
- Kurt Menke (1921–1980), Kinderbuchautor; geboren in Unterweinberge.